# Calimero
A Calimero egy animációs sorozat, amely 1963. július 14-én debütált. Az Organizzazione Pagot animációs stúdió készítette. A címadó főszereplő csirke az egyetlen fekete csirke a sárga csirkék családjában. Calimero eredetileg az olasz 
Carosello című sorozatban tűnt fel 1963. július 14-én. A szereplő készítői Nino Pagot, Toni Pagot és Ignazio Colnaghi voltak. Minden epizód végén kiderült, hogy Calimero valójában nem is fekete, csak nagyon koszos, és tiszta lesz a reklámozott termékektől.

## Karakterek és szinkronhangok
- Calimero - A műsor hőse. Calimero hangját Fanny Bloc adja.
- Priscilla - Calimero barátnője, félénk madár józan ésszel. Priscilla hangját Rumy Ōkubo adja.
- Giuliano - Giuliano hangját Georges de Vitis szolgáltatja.
- Peter - Peter hangját Pascal Sellem szolgáltatja.
- Susie - Susie hangja Ren Kato.
- Pepe - Pepe hangja Tōmoyuki Maruyama.

## Mobiljáték
A Calimero’s Village nevű mobiljátékot 2015-ben iOS és Android rendszerre is kiadta a Bullipix.